# Двадесет и пети пехотен драгомански полк
Двадесет и пети пехотен Драгомански полк е военна част на Българската армия от Третото българско царство, взела участие във войните за национално обединение 1912 – 1918 г.

## Формиране
Двадесет и пети пехотен Драгомански полк е формиран в София под името Първи пехотен резервен полк на 10 февруари 1900 година съгласно указ № 9 от 1-ви януари 1899 година в състав четири пехотни и една погранична рота. За кадър на полка се превеждат чинове от 1-ви и 6-и пехотни полкове. На 14-ти февруари 1900 г. е преместен на гарнизон в Брезник. На 29-ти декември 1903 година с указ № 84 на княз Фердинанд I се развръща от една в две дружини и се преименува на 25-и пехотен Драгомански полк. С указ от 30-ти декември 1903 година за организацията на пехотните дивизии в българската армия за щаб на полка е определен град Цариброд. Организационно Двадесет и пети полк е част от Първа пехотна софийска дивизия.
Личният състав на полка се попълва предимно от Царибродска, Берковска и Софийска околия.
На 17-ти септември 1912 година от състава на полка в Цариброд се формират 3-та и 4-та дружина от новосъздадения 38-и пехотен полк.

## Балкански войни (1912 – 1913)
В Балканската и Междусъюзническата война 25 пехотен Драгомански полк заедно с 16 Ловчански полк образува първа бригада в новосформираната Десета сборна дивизия. В началото на войната полкът наброява 65 офицери и 3964 подофицери и войници.
На 10-ти октомври 1912 година, край с. Караюсуф полкът води тежка битка с настъпващата турска 1-ва Сборна редифска дивизия от Одринския подвижен корпус. В един от най-критичните моменти 6-та и 7-ма роти на полка, командвани от поручик Загорски и капитан Гаврилов, отблъскват противника с удар „На нож“. 25-ти полк, подкрепен и от 38-ти полк от Първа дивизия отбива турския удар. 
В Люлебургас-Бунархисарската операция полкът се сражава на десния български фланг, южно от Люлебургас.
В Междусъюзническата война 25-ти полк води тежки боеве с превъзхождащи го гръцки сили край с. Лахна, Лъгадинско, Демир Хисар, Ченгене калеси, Руен – Куматинци, при Сушица-Видрен, при Крастав връх и е принуден да отстъпи.

## Първа световна война (1915 – 1918)
В Първата световна война (1915 – 1918) 25-ти полк воюва в състава на 2-ра бригада на 1-ва пехотна софийска дивизия.
В началото на българската намеса във войната полкът разполага със следния числен състав, добитък, обоз и въоръжение:
| Числен състав                                       | Добитък   | Обоз                | Въоръжение                           |
| --------------------------------------------------- | --------- | ------------------- | ------------------------------------ |
| Офицери: 47 Чиновници: 3 Подофицери и войници: 5074 | Коне: 456 | Обикновени коли: 53 | Пушки и карабини: 4410 Картечници: 4 |

Двадесет и пети полк участва в разгрома на сръбските войски в Моравската операция и в Косовската операция. През 1915 година воюва при атаката на връх Джурова глава, Вража глава, Родина Чука и хребета Сланиница, при Кошутица, връх Черта, Турско Ливаде, при Бела паланка – Врагудинъц, при Лесковъц, Камениста чука – Кремен – Прекопелинци, при с. Бувци, Тупалски Вис, Караул Свирачки.
В началото на 1916 година заедно с останалите подразделения на Първа дивизия полкът е включен в състава на Трета армия и участва във войната с Румъния. Към 1-ви септември 1916 година, когато започват военните действия срещу румънските, руските и сръбските части в Добруджа, той наброява 5182 души, от които 69 офицери. В неговия състав са включени и 6 картечници, чийто брой нараства по-късно.
По време на атаката на Тутракан втора бригада на Първа дивизия има спомагателна роля.
На 20-ти октомври 1916 година, при втората атака на Кубадинската позиция, 25-ти полк разгромява руския 241-ви полк и пленява три картечници и 68 войници. В това сражение са убити двама български офицери и 52 подофицери и редници, 9 офицери и 209 подофицери и редници са ранени, а 39 души са изчезнали.
25-ти полк се отличава на 23-ти октомври 1916 г. при преследването на противника след сраженията при Кубадин, когато във вихрен бой пред погледа на престолонаследника, бъдещия цар Борис III, разгоромява румънските 51-ви, 52-ри и 30-ти полкове. Победата в това сражение струва значителни загуби.
През ноември 1916 година, преди форсирането на Дунав и започването на Букурещкото настъпление в някои части на полка избухват бунтове на войници, които след прогонването на портивника от по-голямата част от Добруджа не желаят да навлязат и воюват в чужда страна.
През март 1917 година части на полка участват в потушаването на сръбските бунтове в тила на българската армия, известни като Топличко въстание. На 17-ти март 1917 г. полкът превзема завладения от въстаници град Куршумлия.
През април 1917 г. от третите дружини на 1–ви пехотен софийски полк, 6–и пехотен търновски полк и 25–и пехотен драгомански полк е формиран 81-ви пехотен полк.
Съгласно клаузите на Солунското примирие, от 2-ри октомври до 12-ти декември 1918 година полкът е предаден в заложничество на силите на Антантата. Командирът на полка заповядва на знаменосеца фелдфебел Йордан Витанов (знаменосец до 1926 г.) и на кап. Атанас Веселинов да спасят знамето. Те го скриват, заедно с касата на полка избягват от плен и за дванадесет денонощия, движейки се само нощем, достигат до Цариброд и го предават на командира на допълващата дружина на полка подполк. Ковачев, а парите от касата са предадени в БНБ. Полкът се завръща в България на 12-ти декември 1918 г., посрещнат от развятото си знаме.
Знамето на 25-ти пехотен полк е наградено с Военен орден „За храброст“ III ст. За спасяване на знамето капитан Атанас Веселинов е награден с Военен орден „За храброст“ IV ст.

## Между двете световни войни
През 1920 година в изпълнение на клаузите на Ньойския мирен договор полкът е реорганизиран в 25-а пехотна Драгоманска дружина. През 1928 година полкът е отново формиран от частите на 25-а пехотна Драгоманска дружина и 1-ва пехотна допълваща част, но до 1938 година носи явното название дружина. На 6 май 1937 г. на площад "Александър Невски" в гр. София царят връчва ново знаме на 25-ти пехотен Драгомански полк. На 9-ти май 1937 г. знамето е занесено в Сливница, където тържествено е прието от командира на дивизията генерал майор Константин Лукаш. Съгласно заповед №25 от 5-ти юни 1937 година втората дружина на полка се преименува на 16-а пехотна Ловчанска дружина

## Втора световна война (1941 – 1945)
През Втора световна война (1941 – 1945) полкът е на южната (1943 г.), а от юни 1944-та на западната граница на България. Взема участие в първата фаза на заключителния етап на войната в състава 1-ва пехотна софийска дивизия. Води боеве при Бояново.
По времето когато полкът отсъства от мирновременния си гарнизон, на негово място се формира 25-а допълваща дружина.
През 1946 – 1947 г. за усилване на войските по южните граници с Указ № 25 на Председателството на Народна република България 25-и пехотен полк е предислоциран в с. Гара Пирин, където поставя началото на формирането на 3-та планинска стрелкова бригада. През 1950 г. 25-и пехотен Драгомански полк е преименуван на 32-ри стрелкови полк.

## Наименования
През годините полкът носи различни имена според претърпените реорганизации:
- Първи пехотен резервен полк (1900 – 1903)
- Двадесет и пети пехотен Драгомански полк (1904 – 1920)
- Двадесет и пета пехотна Драгоманска дружина (1920 – 1928)
- Двадесет и пети пехотен Драгомански полк (1928 – 1950)

## Командири
| №  | звание        | име                 | дати                                |
| -- | ------------- | ------------------- | ----------------------------------- |
| 1. | Полковник     | Еню Денчев          | от 1900                             |
|    | Полковник     | Георги Касабов      | към 1904                            |
|    | Полковник     | Иван Пачев          | 1907 – 1911                         |
|    | Полковник     | Йордан Динолов      | 1912 – 23 юли 1913                  |
|    | Полковник     | Георги Касабов      | 23 юли 1913 – 4 август 1913         |
|    | Полковник     | Йордан Динолов      | от 4 август 1913                    |
|    | Подполковник  | Константин Георгиев | през 1915                           |
|    | Полковник     | Тодор Златев        | 1915 – октомври 1916                |
|    | Подполковник  | Иван Цанев          | до 3 януари 1917                    |
|    | Подполковник  | Петър Коняров       | 3 януари 1917 – 1917                |
|    | Подполковник  | Георги Георгиев     | 1917 – септември 1919               |
|    | Полковник     | Халачев             | от 1919 – декември 1920             |
|    | Майор         | Никола Шаранков     | от декември 1920                    |
|    | Подполковник  | Иван Дипчев         | 15 юни 1921 – 23 август 1924        |
|    | Подполковник  | Петър Ковачев       | 23 август 1924 – 17 февруари 1928   |
|    | Полковник     | Стефан Цанев        | 17 февруари 1928 – 19 май 1931      |
|    | Полковник     | Манов               | 18 май 1931 – 14 юни 1932           |
|    | Полковник     | Константин Панов    | 14 юни 1932 – 24 октомври 1932      |
|    | Полковник     | Радослав Календеров | 24 октомври 1932 – 24 октомври 1934 |
|    | Подполковник  | Игнат Илиев         | от 24 октомври 1934                 |
|    | Подполковник  | Богдан Събев        | 1935 – 1938?                        |
|    | Полковник     | Сокол Алексиев      | 1938 – 1939?                        |
|    | Подполковник  | Борис Монев         | 1939 – 1944?                        |
|    | Генерал-майор | Игнат Илиев         | 1944                                |
|    | Подполковник  | Иван Георгиев       | 1944                                |
|    | Подполковник  | Дамян Бейнов        | от 1 ноември 1944                   |
|    | Полковник     | Атанас Русев        | 30 юни 1947 – февруари 1948 г.      |

Други командири: Александър Балжаларски, Добри Попов.

## В художествената литература
В очерка си „Кайпа“ (1914) Йордан Йовков пресъздава с документална точност сражение, водено от 25-ти и 16-ти пехотни полкове през октомври 1912 година.